# Princess Debut : Le Bal royal
Princess Debut : Le Bal royal est un jeu de rythme et de séduction sur Nintendo DS développé et édité par Cave. Natsume fait sortir le jeu en Europe et aux États-Unis.
Le design est dessiné par le mangaka Kotori Momoyuki.

## Histoire
Princess debut commence avec l'héroïne du jeu, Sabrina (vous pouvez choisir son nom) qui s'ennuie et souhaite rencontrer le prince charmant.
En rentrant chez elle, une fille étrange et une créature encore plus étrange jaillissent de son placard. Lorsqu'on l'interroge sur son identité, cette fille lui répond qu'elle est la même personne que Sabrina, mais d'un autre monde, connu comme le Royaume des fleurs. En outre, elle explique qu'elle est une princesse là-bas et qu'elle doit danser au bal prestigieux de Saint-Lyon. Cependant, parce que la princesse manque à la fois de talent et de goût pour la danse, elle veut que l'héroïne du jeu le fasse à sa place.
L'héroïne accepte, et le joueur dispose alors de 30 jours pour pratiquer la danse et trouver un prince qui accepte d'être son partenaire pour le bal.
Selon l'endroit où le joueur va dans la journée et ce qu'il dit aux gens, beaucoup de choses différentes peuvent se produire jusqu'au grand bal à Saint-Lyons. La fin du jeu est différente selon les choix du joueur.